# Hypha

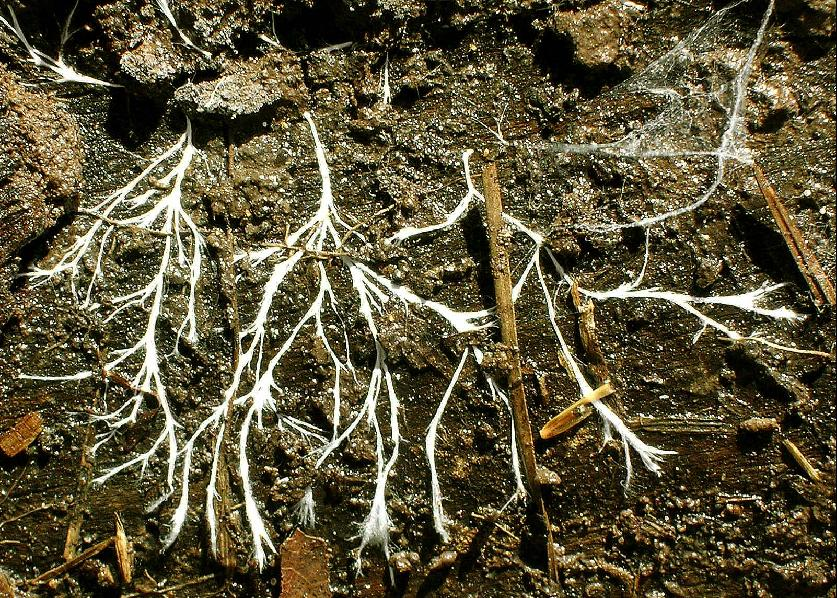
Împletiri de hife (rizomorfe)

Hife (sing. hifă), cu numele științific Hypha(e) sunt celule filamentoase structurate din ciuperci superioare care formează aparatul vegetativ (miceliul). Ele sunt de asemenea caracteristice pentru mucegaiuri, drojdii dimorfe în anumite condiții, dar apar și în unele actinobacterii. Numele este derivat din cuvântul de limba greacă veche (greacă veche Ὑφή=țesătură).

## Morfologie

Structura unei hife

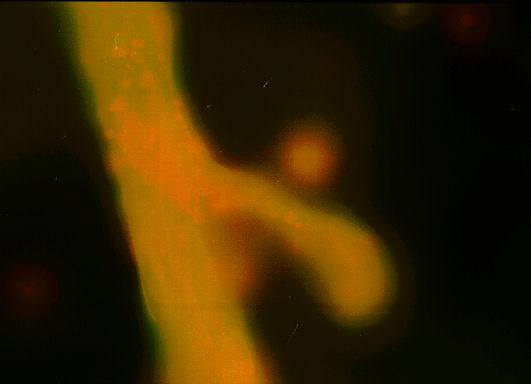
O hifă sub microscop

### Structură
O hifă constă dintre una sau mai multe celule înconjurate de un perete celular tubular. În majoritatea ciupercilor, hifele sunt împărțite în celule prin pereți interiori numiți septuri. Un sept este de obicei perforat de pori suficient de mari pentru ca ribozomii, mitocondriile și uneori nucleii să curgă între celule. Principalul polimer structural al pereților celulelor fungice este de obicei chitina, în contrast cu plantele și oomicetele care au pereți celulari celulozici. Unele ciuperci au hife neseptate, ceea ce înseamnă că nu sunt despărțite de septuri. O hifă are un diametru mediu de 4-6 µm.

### Dezvoltare

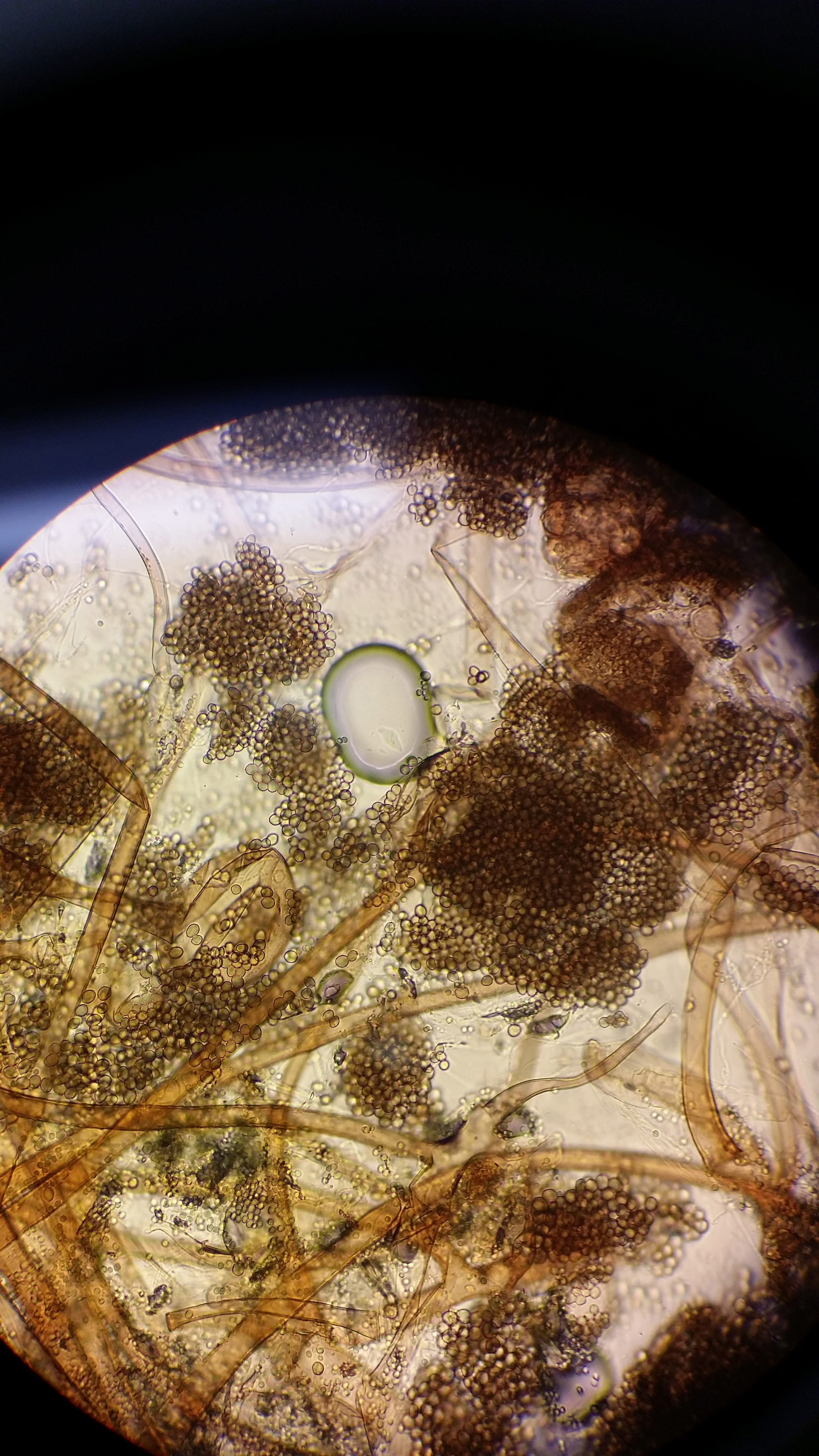
Aspect microscopic cu hife

Organizarea hifelor este coenocitică: in interiorul structurii filamentoase ramificate, protejată de peretele celular rigid, se găsește o masă citoplasmatică multinucleară. In unele cazuri, hifele sunt neseptate (Phycomycetes) dar, de cele mai multe ori, ele prezintă pereți transversali  despărțitori străbătuți de pori (Ascomycota, Basidiomycota).  Datorită  acestei forme de septare a hifelor, se consideră câși în acest caz este vorba de organizare coenocitică. În detaliu:

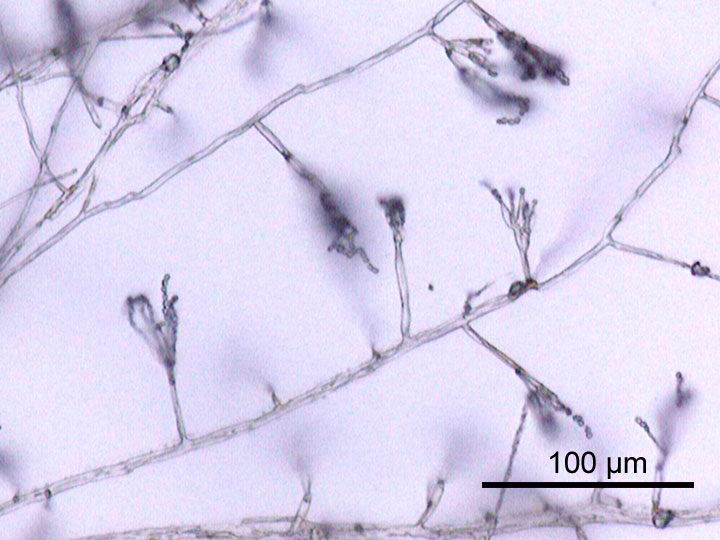
Hife ale Penicillium

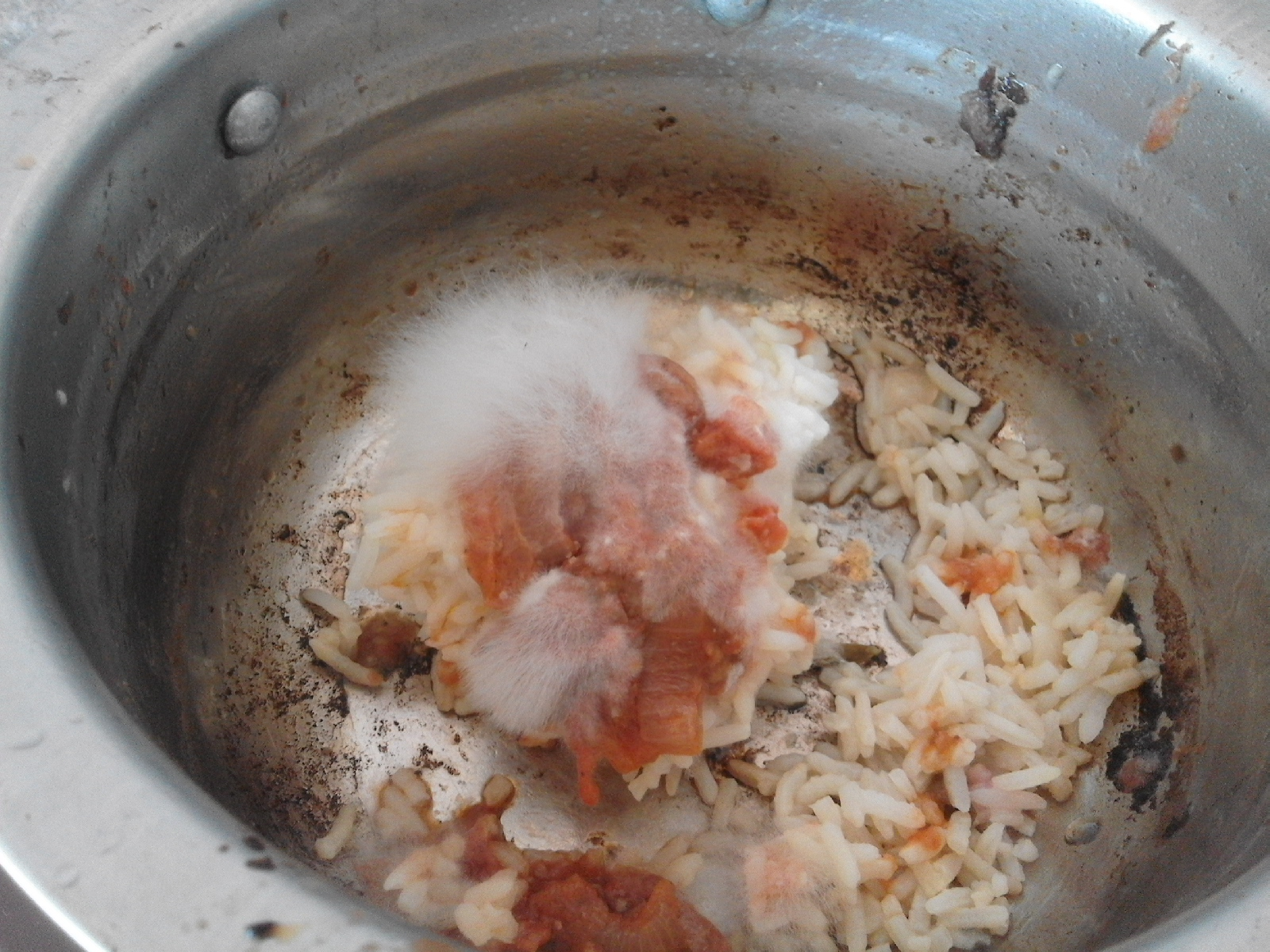
Hife pe orez

Se formează mai întâi o hifă din care apoi se regenerează miceliul care poate fi haploid, diploid  sau dicariotic (heterocarion sau homocarion). Hifele cresc la vârfurile lor. În timpul creșterii vârfului, pereții celulari sunt prelungiți prin asamblarea externă și polimerizarea componentelor peretelui celular și producerea internă a membranei celulare noi. Așa numitul Spitzenkörper este un organit intracelular asociat cu creșterea vârfurilor. Este compus dintr-o agregare de vezicule legate de membrană care conțin componente ale peretelui celular. Face parte din sistemul endo-membranos al ciupercilor, care ține și eliberează vezicule pe care le primește de la Aparatul Golgi. Aceste vezicule migrează peste citoscheletul către membrana celulară și își eliberează conținutul (inclusiv diferite proteine bogate în cisteină în afara celulei prin procesul de exocitoză, unde pot fi apoi transportate la unde este nevoie. Membranele veziculelor contribuie la creșterea membranei celulare în timp ce conținutul lor formează perete celular nou. Spitzenkörper se mișcă de-a lungul vârfului șirului hifal și generează creșterea și ramificarea apicală. Rata de creștere apicală a catenelor hifale este paralelă și este reglată de mișcarea al Spitzenkörper. Pe măsură ce o hifă se extinde, se poate forma un sept în spatele vârfului în creștere pentru a împărți fiecare hifă în celule individuale. Hifele se pot ramifica prin bifurcația unui vârf în creștere sau prin apariția unui nou vârf dintr-o hifă consacrată. Direcția creșterii hifale poate fi controlată de stimuli de mediu, cum ar fi aplicarea unui câmp electric. Hifele pot sesiza unitățile de reproducere de la o anumită distanță și să crească spre ele. Hifele se pot zvârcoli printr-o suprafață permeabilă pentru a o pătrunde.

## Tipuri de hife

### Clasificare bazată pe peretele celular și forma generală
Conform micologilor germani Josef Krieglsteiner și Armin Kaiser se pot diferi patru forme de hife.
- Hife generative: sunt hifele monomitice bazale ale corpului fructifer, formând structura de bază pentru alte hife și himeniul, relativ nediferențiate care pot forma structuri de reproducere. De obicei prezintă pereți subțiri și hialini (translucizi), fiind ramificate liber și mai mult sau mai puțin septate des. De asemenea, pot apărea catarame (fibule). Ele sunt bogate în plasmă, ocazional încorporate într-o matrice gelatinoasă. Mai departe sunt cianofile, ce înseamnă că pot fi colorate, de exemplu cu albastru de bumbac. [8] După ce toate speciile ale ordinului Agaricales conțin doar aceste hife, ele sunt monomerice.
- Hife scheletice: sunt hife dimitice cu pereți groși, fără ramuri sau doar ușor ramificate și, în mare parte, fără fibule și numai slab septate, care în schimb sunt adesea foarte lungi. Hifele pier de obicei foarte devreme, fiind apoi lipsite de plasmă și tubular găunoase. Aceste hife conferă corpului fructifer duritate și fermitate. Corpurile fructifere cu hife scheletice sunt mai mult sau mai puțin de o consistență ca de plută sau lemnoase, de găsit intre altele la  genul Stereum.[9]
- Hife scheletoide: sunt hife cu un sistem dimitic, pereți groși precum generativi, ramificați, cu septuri reale (pereți transversali), de exemplu la genul Irpex. De asemenea, uneori pot apărea catarame.[10]
- Hife de legătură: izvorăsc din cele generative, fiind hife generative modificate. Prezintă pereți groși, multe ramificații puternice cu structuri asemănătoare coralului care conferă sistemului hifal stabilitate, nu au septuri sau fibule și nu pot fi colorate, astfel de exemplu la genul Ramaria.[11]

### Clasificare bazată pe diviziunea celulară
Mai departe, hifele pot fi diferențiate și datorită diviziunii celulare.
- Forme cu septuri: adică, partițiile între hife, pot fi reale sau false.
- Forme coenocitice (neseptate): sunt asociate cu mucegaiurile, unele zigomicete și alți bureți. La ciuperci, zigotul este celulă care rezultă din fuziunea nucleelor a două hife compatibile sexual și dă naștere unui zigospor, care produce o nouă hifă ale cărei nuclee generează spori capabili să se dezvolte la noi indivizi haploizi prin meioză, dar se pot înmulții de asemenea asexuat prin sporangiospori.[13][14]
- Forme cu pseudo-hife: sunt celulele rotunde sau ovale, de exemplu cele ale drojdiilor. Se iscă de obicei individual, doar ocazional formează lanțuri. Întrucât acestea sunt foarte asemănătoare cu hifele la prima vedere, ele se și numesc pseudo-hife.[15]

### Alte clasificări
- Clasificare bazată pe aspectul refractar: cuprind hife descrise drept Gloeohyphae dacă indicele lor de refracție ridicată oferă un aspect uleios sau granular sub microscop. Ele sunt în mod general gălbuie sau hialine (translucide). Uneori pot fi colorate selectiv prin sulfovanilină sau alți reactivi. Cistidele (elemente sterile situate în stratul himenal sau printre celulele din pielița pălăriei și a piciorului, probabil cu rol de excreție) pot fi de asemenea lucioase.[16]
- Clasificare bazată pe locul de creștere: sunt hife înțesate, alcătuind corpul fructifer care cresc vertical și produc spori în mai multe moduri diferite, depinde de funcție. Se diferențiază între hife „vegetative” netede și hidrofile, crescând vertical, răspândite pe sursa de hrană și absorbție și cele „aeriene” care sunt acoperite cu un strat fibros hidrofob. Se presupune că elaborarea acestui strat ajută hifelor să străpungă tensiunea suprafeței la încălcarea limitei între apă și aer, ce previne probabil, ca hifa să se întoarcă într-o fază apoasă, odată ce au pătruns într-o plasă de aer în sol, oferind filamentelor aeriene o măsură de rezistență împotriva desecării în faza gazoasă. Instalarea de hife aeriene purtătoare de spori este o modalitate de exemplu pentru streptomicetele imobile pentru a face față provocărilor a epuizării de nutrienți localizate sau a altor tipuri de deteriorare a mediului lor imediat: sporii mereu asexuați pot fi dispersați în locații mai favorabile.[17]